# Eoadalia koltzei
Eoadalia koltzei is een keversoort uit de familie lieveheersbeestjes (Coccinellidae). De wetenschappelijke naam van de soort is voor het eerst geldig gepubliceerd in 1882 door Weise.